# Самохвалов Олександр Іванович
Олекса́ндр Іва́нович Самохва́лов (19 лютого 1902, місто Баку, тепер Азербайджан — 2 грудня 1956, місто Москва) — радянський державний діяч, народний комісар кольорової металургії СРСР, міністр кольорової металургії Казахської РСР. Член ЦК КП Казахстану в 1954—1956 роках. Кандидат у члени ЦК ВКП(б) у березні 1939 — лютому 1941 року. Депутат Верховної ради Казахської РСР 4-го скликання.

## Життєпис
Народився в родині службовця.
З 1913 року працював у місті Баку розсильним в аптеці. У 1914—1918 роках — учень котельника, котельник механічного заводу товариства «Нобель» у Баку.
У 1918—1920 роках — казаняр Алексєєвського судноремонтного заводу в Саратовській губернії. У 1918 році вступив до комсомолу.
Член РКП(б) з 1920 року.
З 1920 по 1921 рік служив у Червоній армії.
У 1921—1923 роках — секретар Хвалинського повітового комітету комсомолу, секретар Вольського повітового комітету комсомолу Саратовської губернії.
У 1923—1924 роках — заступник секретаря Саратовського губернського комітету комсомолу.
У 1924—1925 роках — секретар Уральського губернського комітету комсомолу (ВЛКСМ).
У 1925—1926 роках — секретар бюро ВКП(б) Казахської національної кавалерійської школи в місті Кзил-Орді.
У 1926—1928 роках — завідувач агітаційно-пропагандистського відділу, секретар Ембінського районного комітету ВКП(б).
У 1928—1929 роках — заступник завідувача організаційного відділу Уральського окружного комітету ВКП(б).
У 1929—1933 роках — студент факультету кольорових металів Ленінградського металургійного (політехнічного) інституту за спеціальністю «інженер із електролізу розплавлених солей».
У 1933—1937 роках — змінний інженер, начальник монтажу, начальник центральної лабораторії, начальник глиноземного цеху Волховського алюмінієвого заводу Ленінградської області.
У 1937—1939 роках — директор Волховського алюмінієвого заводу Ленінградської області.
24 січня 1939 — 9 липня 1940 року — народний комісар кольорової металургії СРСР.
У 1940—1942 роках — директор Карабаського мідеплавильного заводу Челябінської області РРФСР.
У 1942—1945 роках — директор Балхаського мідеплавильного заводу Казахської РСР.
У 1945—1946 роках — начальник Головного управління мідеплавильної і мідно-рудної промисловості Народного комісаріату кольорової металургії СРСР.
У 1946 — грудні 1948 року — начальник Головного управління алюмінієвої і магнієвої промисловості Міністерства кольорової металургії СРСР — заступник міністра кольорової металургії СРСР.
У 1948—1950 роках — начальник Головного управління алюмінієвої і магнієвої промисловості Міністерства металургійної промисловості СРСР.
У 1950—1951 роках — начальник Головного управління алюмінієвої і магнієвої промисловості Міністерства кольорової металургії СРСР.
У 1951 — березні 1953 року — заступник міністра кольорової металургії СРСР.
У березні 1953 — лютому 1954 року — начальник Головного управління мідної і нікелевої промисловості Міністерства металургійної промисловості СРСР.
У 1954 році — заступник міністра кольорової металургії СРСР.
У квітні 1954 — серпні 1956 року — міністр кольорової металургії Казахської РСР.
У серпні — 2 грудня 1956 року — директор Центрального конструкторського бюро бурових машин Головного управління машинобудівних заводів Міністерства кольорової металургії СРСР у місті Солнєчногорську Московської області.
Помер 2 грудня 1956 року після важкої хвороби в Москві. Похований 6 грудня 1956 року на Новодівочому цвинтарі Москви.

## Нагороди
- орден Леніна
- орден Трудового Червоного Прапора
- медалі